# Мартин Афонсу де Соуза
Мáртин Афо́нсу де Соуза (порт. Martim Afonso de Sousa; бл. 1500 — 21 липня 1564) — португальський фідальго, дослідник, мореплавець і колоніальний адміністратор. Перший губернатор Португальської Бразилії (1530-1533) і 12-й губернатор Португальської Індії (1542—1545).

## Біографія

### Ранні роки
Народився у Віла-Вісоза. Виховувався і здобував освіту при дворі герцога Браганського. Вивчав математику, космографію та навігацію. Обіймав посаду головного алкайду Браганси та Ріу-Майор. Залишив службу у герцога Браганси, відмовився від звання та інших наданих герцогом милостей, щоб служити принцу, сину Мануела I, майбутньому королю Жуану III, який був його другом дитинства. Потім вирушив до Кастилії та провів деякий час у Саламанці. Після повернення в Португалію король Жуан III вітав його з великою повагою і почестями, тому що Мартін Афонсу де Соуза був знатного походження, відрізнявся доблестю, розумом і різними талантами. Був одним з найуспішніших учнів португальського математика і астронома Педру Нуніша, досяг швидкої кар'єри і увійшов у довірчі відносини з королем. Його прихильності намагалися добитись прибічники різних придворних партій.
У 1521 супроводжував вдову королеву Елеонору Австрійську в Кастилію. Там близько 1523 одружився з Ані Піментель (ісп. Antonia Pimentel), що походила з дуже знатного кастильського роду. Ана Піментель була дочкою Аріаса Мальдонадо, комісара Естріани та регента Саламанки та Талавери та Хоани Піментель, дочки дона Педро Піментеля, лорда Тавари, та сестрою дона Бернардіно Піментеля, 1-го маркіза Тавари. Мати дружини Мартіна Афонсу де Соуза, таким чином, походила по батьківській лінії від графів Піментелей Бенавенте, знатного роду португальського походження, що перебрався до Кастилії (Іспанії в сучасному понятті терміна тоді не існувало) у XIV столітті. Згодом по материнській лінії сімейство породилося з графами Альба де Лісте. Завдяки своєму шлюбу Мартін Афонсу де Соуза встановив спорідненість із деякими з основних знатних сімей Кастилії.
В Іспанії, де він прожив чотири роки, він воював на службі у імператора Карла V проти французів. Взимку 1525 року Мартин Афонсу взяв визначну участь в облозі і захопленні Фуендаррабії на північному заході Іспанії. Імператор публічно похвалив його і запросив залишитися в Кастилії.

### Подорож до Бразилії

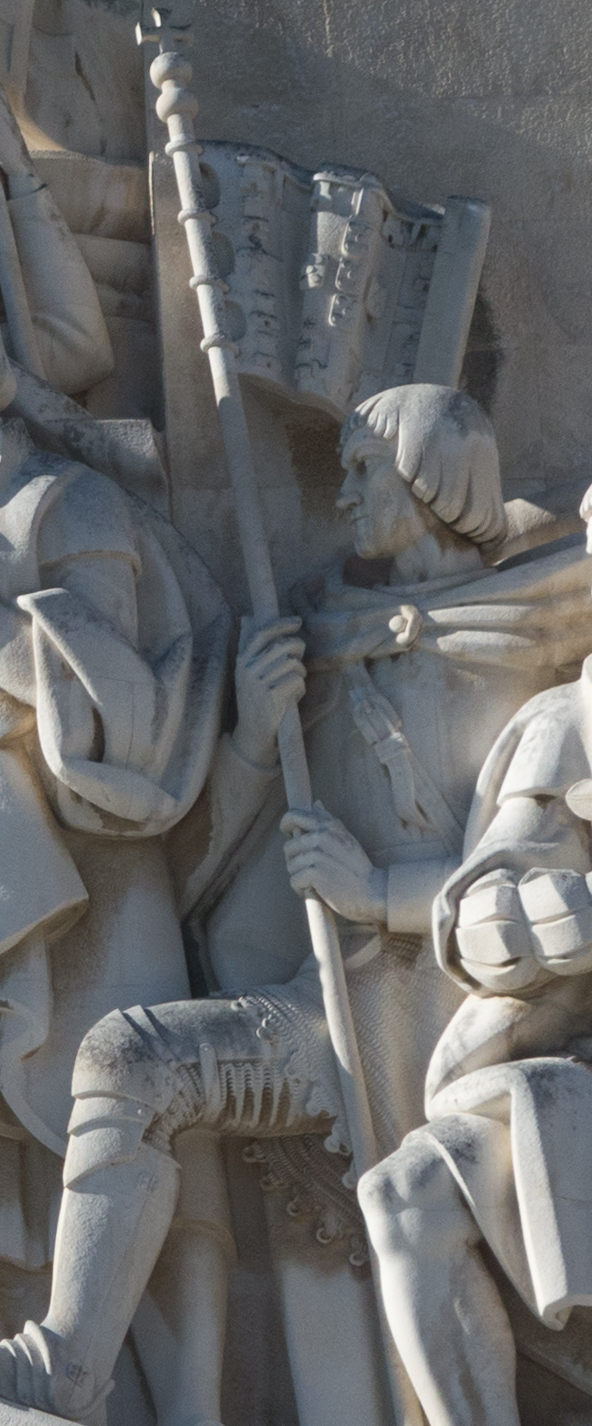
Статуя Мартіна Афонсу де Соуза на Монументі великим географічним відкриттям у Лісабоні

Мартин Афонсу розпочав свою кар'єру на морський і військовий службі в Португалії в 1530 році у флоті, який король Жуан III наказав відправити до материкової Бразилії. Відчуваючи загрозу від частої появи біля узбережжя Бразилії французьких кораблів, для дослідження країни та встановлення більш впевненого португальського контролю над узбережжям в грудні 1530 року Португальське королівство відправила флот із 400 людьми на чолі з Мартином Афонсу де Соуза.
Він покинув Лісабон 3 грудня 1530 року на чотирьох кораблях, з його молодшим братом Перу Лопешом де Соуза в якості помічника. Традиційна бразильська історіографія розглядає його експедицію як першу колонізаторську експедицію. Місія Соузи полягала в тому, щоб вигнати французів з бразильського узбережжя, встановити португальські королівські знаки (падрани) від річки Мараньян на південь до гирла річки Ла-Платата, але там він зазнав кораблетрощі і розділити бразильське узбережжя на капітанії (між капітанами-донатаріо), що вимірюються лігами. Мартину Афонсу було дозволено вибрати для себе сто ліг узбережжя з найкращих земель і ще вісімдесят для свого молодшого брата Перу Лопеша де Соуза.
Після подорожі уздовж усього узбережжя до гирла річки  Ла-Прата, де він зазнав кораблетрощі, в рамках своєї місії він повернувся в регіон Сан-Вісенте 21 січня 1532 року і за допомогою Жуана Рамалью та Антоніу Родрігіша, жителі регіону, які подружилися з вождями Тібіріса і Каюбі, заснували перше село в португальському стилі в Бразилії: село Сан-Вісенте. Він також заснував цукровий завод біля узбережжя в Сан-Вісенте і розпочав культивувати цукрову тростину, привезену з португальських островів Кабо-Верде. Життя нового поселення, між 1530 і 1543 роками, почало обертатись навколо цукрового млина та насаджень.
Після заснування Сан-Вісенте у 1532 році він очолив похід португальського війська, яке складалось з корінних мешканців і ранніх португальських поселенців, таких як Жуан Рамалью, в гори Серра-ду-Мар, в районі поблизу сучасного міста Сан-Паулу. На високому плато він заснував місто Санту-Андре.  В обох напрямках діяльності Афонсу де Соуза встановив модель поведінки, якої ще довго дотримувалися португальські колонізатори та бразильці: «ентради» та «бандейри» — або розвідки та набіги на внутрішні райони і виробництво цукру вздовж узбережжя для експорту.
Соуза був першим королівським губернатором Бразилії. Він оселився в північно-східному регіоні сучасної країни.
У 1533 році він передав повноваження губернатора Бразилії Дуарте да Кошта і повернувся до Португалії. 19 грудня 1533 року, через чотири місяці після того, як він повернувся зі свого виснажливого подорожі, Жуан III наказав йому вирушити на службу в Португальську Індію у званні генерал-капітана Індійського моря. Для цього йому було доручено управління армадою з п'яти кораблів.

### Губернатор Португальської Індії
Афонсу де Соуза рішуче допоміг у придбанні для Португалії острова і міста Діу в Індії в 1535 році. У 1542—1545 роках був губернатором Португальської Індії. Його мандат був особливо суперечливим.

### Повернення до Португалії
Він прагнув отримати титул графа після свого губернаторства Індії, але йому це не вдалося. Він став близьким радником Катерини Австрійської, вдови Жуана III, коли вона правила королівством між 1557 і 1562 роками. Помер у Лісабоні 1564 року.